# Graham Barber
Graham Barber (Hertfordshire, 1958. június 5.–) angol nemzetközi labdarúgó-játékvezető. Teljes neve: Graham P. Barber. Jelenleg Spanyolországban él és dolgozik. Egyéb foglalkozása: igazgató.

## Pályafutása

### Nemzeti játékvezetés
A játékvezetői vizsgát 1994-ben tette le, 1998-ban lett hazája legfelső szintű labdarúgó-bajnokságának játékvezetője. Az aktív nemzeti játékvezetéstől 2004-ben vonult vissza.

#### Nemzeti kupamérkőzések
Vezetett Kupa-döntők száma: 1.

##### Angol Kupa
Az angol JB szakmai munkájának elismeréseként több alkalommal is megbízta a döntő találkozó koordinálására.
| Időpont          | Helyszín                       | Mérkőzés típusa                | Mérkőzés                        | Eredmény | Nézők száma |
| ---------------- | ------------------------------ | ------------------------------ | ------------------------------- | -------- | ----------- |
| 2003. május 17.  | Millennium Stadion, Cardiff    | döntő                          | Arsenal–Southampton             | 1 : 0    | 73 726      |
| 2004. április 3. | Villa Park Stadion, Birmingham | egyik elődöntő (búcsúmérkőzés) | Arsenal FC–Manchester United FC | 0 : 1    |             |

### Nemzetközi játékvezetés
Az Angol labdarúgó-szövetség (FA) Játékvezető Bizottsága terjesztette fel nemzetközi játékvezetőnek, a Nemzetközi Labdarúgó-szövetség (FIFA) 1999-től tartotta nyilván bírói keretében. A FIFA JB központi nyelvei közül a angolt beszéli. Több nemzetek közötti válogatott és klubmérkőzést vezetett, vagy működő társának 4. bíróként segített. Az angol nemzetközi játékvezetők rangsorában, a világbajnokság-Európa-bajnokság sorrendjében többedmagával a 7. helyet foglalja el 10 találkozó szolgálatával. Az aktív nemzetközi játékvezetéstől 2003-ban vonult vissza.
| Időpont             | Helyszín                 | Mérkőzés típusa                | Mérkőzés                | Eredmény |
| ------------------- | ------------------------ | ------------------------------ | ----------------------- | -------- |
| 1999. augusztus 18. | Központi Stadion, Kavála | első nemzetek közötti mérkőzés | Görögország–El Salvador | 3 : 1    |

#### Világbajnokság
A világbajnoki döntőhöz vezető úton Dél-Koreába és Japánba a XVII., a 2002-es labdarúgó-világbajnokságra a FIFA JB játékvezetőként alkalmazta.

##### Selejtező mérkőzés
| Időpont             | Helyszín                   | Mérkőzés típusa           | Mérkőzés                     | Eredmény | Nézők száma |
| ------------------- | -------------------------- | ------------------------- | ---------------------------- | -------- | ----------- |
| 2000. szeptember 3. | Népstadion, Budapest       | előselejtező (8. csoport) | Magyarország–Olaszország     | 2 : 2    | 51 336      |
| 2001. március 28.   | Sparta Stadion, Prága      | előselejtező (3. csoport) | Csehország–Dánia             | 0 : 0    | 16 354      |
| 2001. szeptember 5. | Ernst Happel Stadion, Bécs | előselejtező (7. csoport) | Ausztria–Bosznia-Hercegovina | 2 : 0    | 23 200      |

#### Európa-bajnokság
Az európai-labdarúgó torna döntőjéhez vezető úton Belgiumba és Hollandiába a XI., a 2000-es labdarúgó-Európa-bajnokságra és Portugáliába a XII., a 2004-es labdarúgó-Európa-bajnokságra az UEFA JB játékvezetőként foglalkoztatta.

##### 2000-es labdarúgó-Európa-bajnokság

###### Selejtező mérkőzés
| Időpont             | Helyszín                   | Mérkőzés típusa           | Mérkőzés           | Eredmény | Nézők száma |
| ------------------- | -------------------------- | ------------------------- | ------------------ | -------- | ----------- |
| 1998. szeptember 5. | Olimpiai Stadion, Helsinki | előselejtező (3. csoport) | Finnország–Moldova | 3 : 2    | 18 716      |
| 1999. március 27.   | Nemzeti Stadion, Bukarest  | előselejtező (7. csoport) | Románia–Szlovákia  | 0 : 0    | 22 000      |
| 1999. szeptember 5. | Tsirion Stadion, Limassol  | előselejtező (5. csoport) | Ciprus–Izrael      | 3 : 2    | 16 000      |

##### 2004-es labdarúgó-Európa-bajnokság

###### Selejtező mérkőzés
| Időpont             | Helyszín                       | Mérkőzés típusa           | Mérkőzés                   | Eredmény | Nézők száma |
| ------------------- | ------------------------------ | ------------------------- | -------------------------- | -------- | ----------- |
| 2002. szeptember 7. | Philips Stadion, Eindhoven     | előselejtező (3. csoport) | Hollandia–Fehéroroszország | 3 : 0    | 29 000      |
| 2003. április 2.    | Renzo Barbera Stadion, Palermo | előselejtező (1. csoport) | Izrael–Franciaország       | 1 : 2    | 4 000       |
| 2003. szeptember 6. | Laugardalsvöllur, Reykjavík    | előselejtező (5. csoport) | Izland–Németország         | 0 : 0    | 7 065       |
| 2003. október 11.   | Koševo Stadion, Szarajevó      | előselejtező (2. csoport) | Bosznia-Hercegovina–Dánia  | 1 : 1    | 35 500      |

#### Nemzetközi kupamérkőzések
Vezetett Kupa-döntők száma: 1.

##### UEFA-szuperkupa
| Időpont             | Helyszín                  | Mérkőzés típusa | Mérkőzés          | Eredmény | Nézők száma |
| ------------------- | ------------------------- | --------------- | ----------------- | -------- | ----------- |
| 2003. augusztus 29. | II. Lajos Stadion, Monaco | döntő           | AC Milan–FC Porto | 1 : 0    | 16 885      |

## Szakmai sikerek
Az IFFHS (International Federation of Football History & Statistics) 1987-2011 évadokról tartott nemzetközi szavazásán 151, játékvezető besorolásával minden idők 125, legjobb bírójának rangsorolta, holtversenyben Ali Al-Badwawi, Olegário Benquerença, Piero Ceccarini, Martin Hansson, James McCluskey, Nicole Petignat, Alain Sars, Mark Shield és Kírosz Vasszárasz társaságában.